# Amphichaeta leydigii
Amphichaeta leydigii is een ringworm uit de familie van de Naididae. De wetenschappelijke naam van de soort werd voor het eerst geldig gepubliceerd in 1879 door Tauber.